# Station Hamburg Burgwedel
Station Hamburg Burgwedel (Bahnhof Hamburg Burgwedel, kort: Bahnhof Burgwedel) is een spoorwegstation in het stadsdeel Schnelsen van de Duitse stad Hamburg. Het station en de spoorlijn is niet in beheer bij DB Station&Service, maar in beheer van AKN Eisenbahn. Ook de spoorlijn Hamburg-Altona - Neumünster is in beheer van AKN Eisenbahn en niet DB Netz. Hierdoor is het station niet gecategoriseerd.

## Indeling
Het station heeft twee zijperrons, waarbij de oostelijk een kleine overkapping heeft en de westelijke een abri. De reden is dat de spoorlijn enkelsporig was en het oostelijke perron het oudste is, de westelijke perron is er later bijgebouwd toen het spoor werd verdubbeld. De perrons zijn vanaf diverse kanten te bereiken. Aan de oostzijde is er een bushalte en een taxistandplaats aan het Roman-Zeller-Platz, hier is ook een fietsenstalling.

## Verbindingen
De volgende AKN-lijn doet het station Burgwedel aan:
| Serie | Treinsoort                          | Route | Bijzonderheden |
| ----- | ----------------------------------- | --- | --- |
| A 1   | Regionalbahn/S-Bahn (AKN Eisenbahn) | Hamburg Hbf – Hamburg Dammtor – Hamburg-Eidelstedt – Hamburg-Schnelsen – Hamburg Burgwedel – Quickborn – Ulzburg Süd – Henstedt-Ulzburg – Kaltenkirchen (Holst) – Bad Bramstedt – Neumünster | HH-Eidelstedt - Kaltenkirchen elke 20 min., Kaltenkirchen - Neumünster 2x per uur in de spits, ma-vr 1x per dag van/naar Hamburg Hbf |